# Lysana postpicta
Lysana postpicta är en fjärilsart som beskrevs av Paul Dognin 1908. Lysana postpicta ingår i släktet Lysana och familjen tandspinnare. Inga underarter finns listade i Catalogue of Life.